# Fraiburgo
Fraiburgo is een gemeente in de Braziliaanse deelstaat Santa Catarina. De gemeente telt 36469 inwoners (schatting 2009).

## Aangrenzende gemeenten
De gemeente grenst aan Caçador, Curitibanos, Frei Rogério, Lebon Régis, Monte Carlo, Rio das Antas, Tangará en Videira.